# Paio Viegas de Alvarenga
Paio Viegas de Alvarenga (1210 -?) foi um Rico-homem, Cavaleiro medieval, e fidalgo do Reino de Portugal, foi Senhor de Alvarenga.

## Relações familiares
Foi filho de Egas Afonso de Ribadouro (c. 1140 -?) e de Sancha Pais de Toronho (c. 1170 -?) Casou com Teresa Anes de Riba de Vizela (c. 1210 -?), filha de João Fernandes de Riba de Vizela (? – C. 1208) e de Maria Soares de Sousa, filha de Soeiro Mendes de Sousa (1100 - 1137). de quem teve:
1. Pero Pais de Alvarenga (c. 1230 -?) casado com Guiomar Afonso Gato, filha de Afonso Pires Gato (1210 -?) e de D. Urraca Fernandes de Lumiares (1200 -?).
2. Lourenço Pais casou com Mafalda Pires Portugal.
3. Sancha Pais (c. 1235 -?) casou por duas vezes, a primeira com Nuno Mendes Queixada e a segunda com Fernão Gomes Barreto (1230 -?).